# Понтнувек
Понтнувек (пол. Pątnówek) — село в Польщі, у гміні Мілковиці Леґницького повіту Нижньосілезького воєводства.
Населення — 152 особи (2011).
У 1975—1998 роках село належало до Легницького воєводства.

## Демографія
Демографічна структура станом на 31 березня 2011 року:
|          | Загалом | Допрацездатний вік | Працездатний вік | Постпрацездатний вік |
| -------- | ------- | ------------------ | ---------------- | -------------------- |
| Чоловіки | 80      | 21                 | 54               | 5                    |
| Жінки    | 72      | 13                 | 46               | 13                   |
| Разом    | 152     | 34                 | 100              | 18                   |